# آنگولم
شهر آنگولم (به فرانسوی: Angoulême) در شهرستان شارانت در ناحیه پواتو-شارنت با جمعیت ۴۲٬۰۹۶ نفر در کشور فرانسه واقع شده‌است.